# Museo textil de Bután
El Museo textil de Bután o el Museo textil nacional es un museo nacional de textiles en Timbu, la ciudad capital del país asiático de Bután, situado cerca de la Biblioteca Nacional de Bután. Es gestionado por la Comisión Nacional de Asuntos Culturales. Desde su creación en 2001, el museo ha generado atención nacional e internacional y ha ganado una importante colección de objetos textiles antiguos, exclusivos de Bután.